# Starbuck, Washington
Starbuck är en kommun (town) i Columbia County i delstaten Washington. Vid 2010 års folkräkning hade Starbuck 129 invånare.